# Englands U/17-fodboldlandshold
Englands U/17-fodboldlandshold er Englands landshold for fodboldspillere, som er under 17 år og administreres af The Football Association] (FA).
Holdet fik andenpladsen i U/17 Europamesterskabet i fodbold 2017 i finalen mod Spanien.

## Aktuel trup
| Spiller              | Klub              | Kampe (Mål) |
| -------------------- | ----------------- | ----------- |
| Curtis Anderson      | Manchester City   | 5 (0)       |
| Josef Bursik         | AFC Wimbledon     | 8 (0)       |
| Timothy Eyoma        | Tottenham Hotspur | 12 (1)      |
| Lewis Gibson         | Newcastle United  | 16 (2)      |
| Marc Guéhi           | Chelsea           | 12 (0)      |
| Joel Latibeaudiere   | Manchester City   | 8 (0)       |
| Jonathan Panzo       | Chelsea           | 14 (0)      |
| Jake Vokins          | Southampton       | 3 (0)       |
| Aidan Barlow         | Manchester United | 3 (1)       |
| Alex Denny           | Everton           | 10 (0)      |
| Reo Griffiths        | Tottenham Hotspur | 1 (0)       |
| George McEachran     | Chelsea           | 12 (2)      |
| Tashan Oakley-Boothe | Tottenham Hotspur | 13 (0)      |
| Rhian Brewster       | Liverpool         | 16 (12)     |
| Phil Foden           | Manchester City   | 16 (8)      |
| Callum Hudson-Odoi   | Chelsea           | 15 (4)      |
| Daniel Loader        | Reading           | 13 (4)      |
| Jadon Sancho         | Manchester City   | 15 (11)     |
| Emile Smith-Rowe     | Arsenal           | 8 (1)       |